# Copa Italia 2016-17
La Copa Italia 2016–17 fue la 70.ª edición del torneo. Se inició el 29 de julio de 2016 y finalizó el 17 de mayo de 2017 en el Estadio Olímpico de Roma.
El ganador del torneo se clasificará para la Liga Europa de la UEFA 2017-18, salvo que se clasifique para dicha competición o para la Liga de Campeones por la vía de la Serie A.

## Sistema de juego
El sistema de juego es el mismo de las cinco ediciones anteriores. Participan los 20 equipos de la Serie A, más los 22 de la Serie B, añadiéndose 26 equipos de la Liga Pro y 10 de la LND.

## Equipos participantes

### Serie A (20 equipos)
| - Atalanta - Bologna - Cagliari - Chievo Verona - Crotone | - Empoli - Fiorentina - Genoa - Internazionale - Juventus | - Lazio - Milan - Napoli - Palermo - Pescara | - Roma - Sampdoria - Sassuolo - Torino - Udinese |

### Serie B (22 equipos)
| - Ascoli Picchio - Avellino - Bari - Benevento - Brescia | - Carpi - Cesena - Cittadella - Frosinone - Hellas Verona | - Latina - Novara - Perugia - Pisa - Pro Vercelli | - Salernitana - SPAL - Spezia - Ternana - Trapani | - Vicenza - Virtus Entella |

### Lega Pro (26 equipos)
| - Alessandria - Arezzo - Bassano Virtus - Carrarese - Casertana - Como | - Cosenza - Cremonese - Feralpisalò - Fidelis Andria - Foggia - Juve Stabia | - Lecce - Livorno - Maceratese - Matera - Messina - Modena | - Padova - Pontedera - Pordenone - Reggiana - Robur Siena - Südtirol | - Teramo - Tuttocuoio |

### Serie D (10 equipos)
| - Altovicentino - Ancona - Campodarsego - Caronnese - Fermana | - Francavilla - Frattese - Grosseto - Montecatini - Seregno |

## Primera Ronda
| Fecha               | Local          | Resultado    | Visitante      |
| ------------------- | -------------- | ------------ | -------------- |
| 29 de julio de 2016 | Livorno        | 1–3          | Juve Stabia    |
| 30 de julio de 2016 | Campodarsego   | 3–3 (3:4 p.) | Maceratese     |
| 30 de julio de 2016 | Lecce          | 2–1          | Altovicentino  |
| 31 de julio de 2016 | Casertana      | 3–2          | Tuttocuoio     |
| 31 de julio de 2016 | Alessandria    | 2–1          | Teramo         |
| 31 de julio de 2016 | Como           | 3–0          | Montecatini    |
| 31 de julio de 2016 | Carrarese      | 1–2          | Arezzo         |
| 31 de julio de 2016 | FeralpiSalò    | 2–3          | Reggiana       |
| 31 de julio de 2016 | Modena         | 2–0          | Francavilla    |
| 31 de julio de 2016 | Padova         | 0–0 (3:4 p.) | Seregno        |
| 31 de julio de 2016 | Ancona         | 4–3          | Südtirol       |
| 31 de julio de 2016 | Bassano Virtus | 1–1 (5:3 p.) | Fidelis Andria |
| 31 de julio de 2016 | Cosenza        | 1–0          | Frattese       |
| 31 de julio de 2016 | Cremonese      | 4–3          | Fermana        |
| 31 de julio de 2016 | Foggia         | 3–1          | Pontedera      |
| 31 de julio de 2016 | Matera         | 3–0          | Caronnese      |
| 31 de julio de 2016 | Pordenone      | 5–2          | Grosseto       |
| 31 de julio de 2016 | Robur Siena    | 0–3          | Messina        |

## Segunda Ronda
| Fecha               | Local          | Resultado    | Visitante   |
| ------------------- | -------------- | ------------ | ----------- |
| 5 de agosto de 2016 | Hellas Verona  | 2–1          | Foggia      |
| 6 de agosto de 2016 | Carpi          | 3–2          | Maceratese  |
| 6 de agosto de 2016 | Spezia         | 1–0          | Modena      |
| 7 de agosto de 2016 | SPAL           | 2–0          | Messina     |
| 7 de agosto de 2016 | Vicenza        | 4–2          | Casertana   |
| 7 de agosto de 2016 | Bassano Virtus | 2–0          | Avellino    |
| 7 de agosto de 2016 | Cittadella     | 1–2          | Cremonese   |
| 7 de agosto de 2016 | Bari           | 1–0          | Cosenza     |
| 7 de agosto de 2016 | Benevento      | 0–0 (2:4 p.) | Salernitana |
| 7 de agosto de 2016 | Brescia        | 0–2          | Pisa        |
| 7 de agosto de 2016 | Frosinone      | 3–0          | Como        |
| 7 de agosto de 2016 | Novara         | 2–1          | Juve Stabia |
| 7 de agosto de 2016 | Perugia        | 1–0          | Alessandria |
| 7 de agosto de 2016 | Pro Vercelli   | 3–1          | Reggiana    |
| 7 de agosto de 2016 | Ternana        | 2–0          | Pordenone   |
| 7 de agosto de 2016 | Trapani        | 3–0          | Seregno     |
| 7 de agosto de 2016 | Virtus Entella | 2–0          | Ancona      |
| 7 de agosto de 2016 | Cesena         | 2–0          | Arezzo      |
| 7 de agosto de 2016 | Latina         | 1–0          | Matera      |
| 8 de agosto de 2016 | Ascoli         | 2–2 (6:7 p.) | Lecce       |

## Tercera Ronda
| Fecha                | Local         | Resultado    | Visitante      |
| -------------------- | ------------- | ------------ | -------------- |
| 12 de agosto de 2016 | Genoa         | 3–2          | Lecce          |
| 12 de agosto de 2016 | Bologna       | 2–0          | Trapani        |
| 12 de agosto de 2016 | Palermo       | 1–0          | Bari           |
| 13 de agosto de 2016 | Udinese       | 2–3          | Spezia         |
| 13 de agosto de 2016 | Novara        | 1–0          | Latina         |
| 13 de agosto de 2016 | Perugia       | 2–1          | Carpi          |
| 13 de agosto de 2016 | Pescara       | 2–0          | Frosinone      |
| 13 de agosto de 2016 | Torino        | 4–1          | Pro Vercelli   |
| 13 de agosto de 2016 | Atalanta      | 3–0          | Cremonese      |
| 13 de agosto de 2016 | Cesena        | 2–0          | Ternana        |
| 13 de agosto de 2016 | Chievo Verona | 3–0          | Virtus Entella |
| 13 de agosto de 2016 | Empoli        | 2–0          | Vicenza        |
| 14 de agosto         | Salernitana   | 1–1 (3:4 p.) | Pisa           |
| 14 de agosto         | Hellas Verona | 2–1          | Crotone        |
| 14 de agosto         | Sampdoria     | 3–0          | Bassano Virtus |
| 15 de agosto de 2016 | Cagliari      | 5–1          | SPAL           |

## Cuarta Ronda
| Fecha                   | Local         | Resultado    | Visitante     |
| ----------------------- | ------------- | ------------ | ------------- |
| 29 de noviembre de 2016 | Empoli        | 1–2          | Cesena        |
| 29 de noviembre de 2016 | Chievo Verona | 3–0          | Novara        |
| 29 de noviembre de 2016 | Torino        | 4–0          | Pisa          |
| 30 de noviembre de 2016 | Atalanta      | 3–0          | Pescara       |
| 30 de noviembre de 2016 | Sampdoria     | 3–0          | Cagliari      |
| 30 de noviembre de 2016 | Palermo       | 0–0 (4:5 p.) | Spezia        |
| 1 de diciembre de 2016  | Genoa         | 4–3          | Perugia       |
| 1 de diciembre de 2016  | Bologna       | 4–0          | Hellas Verona |

Fuente: Lega Serie A - TIM Cup Archivado el 2 de febrero de 2017 en Wayback Machine.

## Fase final
|  | Octavos de final | Octavos de final |   |                | Cuartos de final | Cuartos de final |  |          | Semifinales | Semifinales | Semifinales | Semifinales |  |          | Final | Final |
|  |                  |                  |   |                |                  |                  |  |          |             |             |             |             |  |          |       |       |
|  | Juventus         | 3                |   |                |                  |                  |  |          |             |             |             |             |  |          |       |       |
|  | Atalanta         | 2                |   |                |                  |                  |  |          |             |             |             |             |  |          |       |       |
|  | Atalanta         | 2                |   | Juventus       | 2                |                  |  |          |             |             |             |             |  |          |       |       |
|  |                  |                  |   | Juventus       | 2                |                  |  |          |             |             |             |             |  |          |       |       |
|  |                  | Milan            | 1 |                |                  |                  |  |          |             |             |             |             |  |          |       |       |
|  | Milan            | Milan            | 1 | 2              |                  |                  |  |          |             |             |             |             |  |          |       |       |
|  | Milan            |                  |   | 2              |                  |                  |  |          |             |             |             |             |  |          |       |       |
|  | Torino           | 1                |   |                |                  |                  |  |          |             |             |             |             |  |          |       |       |
|  | Torino           | 1                |   |                |                  |                  |  | Juventus | 3           | 2           | 5           |             |  |          |       |       |
|  |                  |                  |   |                |                  |                  |  | Juventus | 3           | 2           | 5           |             |  |          |       |       |
|  |                  | Napoli           | 1 | 3              | 4                |                  |  |          |             |             |             |             |  |          |       |       |
|  | Napoli           | Napoli           | 1 | 3              | 4                | 3                |  |          |             |             |             |             |  |          |       |       |
|  | Napoli           |                  |   |                |                  | 3                |  |          |             |             |             |             |  |          |       |       |
|  | Spezia           | 1                |   |                |                  |                  |  |          |             |             |             |             |  |          |       |       |
|  | Spezia           | 1                |   | Napoli         | 1                |                  |  |          |             |             |             |             |  |          |       |       |
|  |                  |                  |   | Napoli         | 1                |                  |  |          |             |             |             |             |  |          |       |       |
|  |                  | Fiorentina       | 0 |                |                  |                  |  |          |             |             |             |             |  |          |       |       |
|  | Fiorentina       | Fiorentina       | 0 | 1              |                  |                  |  |          |             |             |             |             |  |          |       |       |
|  | Fiorentina       |                  |   | 1              |                  |                  |  |          |             |             |             |             |  |          |       |       |
|  | Chievo Verona    | 0                |   |                |                  |                  |  |          |             |             |             |             |  |          |       |       |
|  | Chievo Verona    | 0                |   |                |                  |                  |  |          |             |             |             |             |  | Juventus | 2     |       |
|  |                  |                  |   |                |                  |                  |  |          |             |             |             |             |  | Juventus | 2     |       |
|  |                  | Lazio            | 0 |                |                  |                  |  |          |             |             |             |             |  |          |       |       |
|  | Inter (t.s.)     | Lazio            | 0 | 3              |                  |                  |  |          |             |             |             |             |  |          |       |       |
|  | Inter (t.s.)     |                  |   | 3              |                  |                  |  |          |             |             |             |             |  |          |       |       |
|  | Bologna          | 2                |   |                |                  |                  |  |          |             |             |             |             |  |          |       |       |
|  | Bologna          | 2                |   | Internazionale | 1                |                  |  |          |             |             |             |             |  |          |       |       |
|  |                  |                  |   | Internazionale | 1                |                  |  |          |             |             |             |             |  |          |       |       |
|  |                  | Lazio            | 2 |                |                  |                  |  |          |             |             |             |             |  |          |       |       |
|  | Lazio            | Lazio            | 2 | 4              |                  |                  |  |          |             |             |             |             |  |          |       |       |
|  | Lazio            |                  |   | 4              |                  |                  |  |          |             |             |             |             |  |          |       |       |
|  | Genoa            | 2                |   |                |                  |                  |  |          |             |             |             |             |  |          |       |       |
|  | Genoa            | 2                |   |                |                  |                  |  | Lazio    | 2           | 2           | 4           |             |  |          |       |       |
|  |                  |                  |   |                |                  |                  |  | Lazio    | 2           | 2           | 4           |             |  |          |       |       |
|  |                  | Roma             | 0 | 3              | 3                |                  |  |          |             |             |             |             |  |          |       |       |
|  | Roma             | Roma             | 0 | 3              | 3                | 4                |  |          |             |             |             |             |  |          |       |       |
|  | Roma             |                  |   |                |                  | 4                |  |          |             |             |             |             |  |          |       |       |
|  | Sampdoria        | 0                |   |                |                  |                  |  |          |             |             |             |             |  |          |       |       |
|  | Sampdoria        | 0                |   | Roma           | 2                |                  |  |          |             |             |             |             |  |          |       |       |
|  |                  |                  |   | Roma           | 2                |                  |  |          |             |             |             |             |  |          |       |       |
|  |                  | Cesena           | 1 |                |                  |                  |  |          |             |             |             |             |  |          |       |       |
|  | Sassuolo         | Cesena           | 1 | 1              |                  |                  |  |          |             |             |             |             |  |          |       |       |
|  | Sassuolo         |                  |   | 1              |                  |                  |  |          |             |             |             |             |  |          |       |       |
|  | Cesena           | 2                |   |                |                  |                  |  |          |             |             |             |             |  |          |       |       |

## Octavos de final
Números entre paréntesis representan la liga en que participan en la temporada 2016-17. El 1 Serie A, el 2 Serie B.
| 10 de enero de 2017 | (1) Napoli                                               | 3:1 (1:1) | Spezia (2)     | San Paolo, Nápoles        |                           |
| 21:00               | P. Zieliński 3' · E. Giaccherini 55' · M. Gabbiadini 57' | Reporte   | A. Piccolo 35' | Árbitro(s): Luca Pairetto | Árbitro(s): Luca Pairetto |

| 11 de enero de 2017 | (1) Fiorentina               | 1:0 (0:0) | Chievo Verona (1) | Artemio Franchi, Florencia |                           |
| 17:30               | F. Bernardeschi 90+3' (pen.) | Reporte   |                   | Árbitro(s): Domenico Celi  | Árbitro(s): Domenico Celi |

| 11 de enero de 2017 | (1) Juventus                                            | 3:2 (2:0) | Atalanta (1)                     | Juventus Stadium, Turín      |                              |
| 20:45               | P. Dybala 22' · M. Mandžukić 34' · M. Pjanić 75' (pen.) | Reporte   | A. Konko 72' · E. Latte Lath 81' | Árbitro(s): Piero Giacomelli | Árbitro(s): Piero Giacomelli |

| 12 de enero de 2017 | (1) Milan                         | 2:1 (0:1) | Torino (1)     | San Siro, Milán           |                           |
| 21:00               | J. Kucka 61' · G. Bonaventura 64' | Reporte   | A. Belotti 27' | Árbitro(s): Carmine Russo | Árbitro(s): Carmine Russo |

| 17 de enero de 2017 | (1) Internazionale                                | 3:2 (2:1) (pró.) | Bologna (1)                     | Giuseppe Meazza, Milán       |                              |
| 21:00               | J. Murillo 33' · R. Palacio 39' · A. Candreva 98' | Reporte          | B. Džemaili 43' · G. Donsah 73' | Árbitro(s): Maurizio Mariani | Árbitro(s): Maurizio Mariani |

| 18 de enero de 2017 | (1) Sassuolo     | 1:2 (1:0) | Cesena (2)                          | MAPEI Stadium, Reggio Emilia |                             |
| 17:30               | L. Pellegrini 4' | Reporte   | C. Ciano 81' (pen.) · K. Laribi 84' | Árbitro(s): Gianluca Rocchi  | Árbitro(s): Gianluca Rocchi |

| 18 de enero de 2017 | (1) Lazio                                                                  | 4:2 (2:2) | Genoa (1)                      | Olímpico, Roma             |                            |
| 21:00               | F. Đorđević 20' · W. Hoedt 31' · S. Milinković-Savić 70' · C. Immobile 75' | Reporte   | M. Pinilla 41' · G. Pandev 45' | Árbitro(s): Antonio Damato | Árbitro(s): Antonio Damato |

| 19 de enero de 2017 | (1) Roma                                                  | 4:0 (1:0) | Sampdoria (1) | Olímpico, Roma                  |                                 |
| 21:00               | R. Nainggolan 39' 90' · E. Džeko 47' · S. El Shaarawy 61' | Reporte   |               | Árbitro(s): Gianpaolo Calvarese | Árbitro(s): Gianpaolo Calvarese |

## Cuartos de final
| 24 de enero de 2017 | (1) Napoli      | 1:0 (0:0) | Fiorentina (1) | San Paolo, Nápoles                                         |                                                            |
| 20:45               | J. Callejón 71' | Reporte   |                | Asistencia: 31.850 espectadores Árbitro(s): Daniele Doveri | Asistencia: 31.850 espectadores Árbitro(s): Daniele Doveri |

| 25 de enero de 2017 | (1) Juventus                  | 2:1 (2:0) | Milan (1)    | Juventus Stadium, Turín                                         |                                                                 |
| 20:45               | P. Dybala 10' · M. Pjanić 21' | Reporte   | C. Bacca 53' | Asistencia: 40.142 espectadores Árbitro(s): Massimiliano Irrati | Asistencia: 40.142 espectadores Árbitro(s): Massimiliano Irrati |

| 31 de enero de 2017 | (1) Internazionale | 1:2 (0:1) | Lazio (1)                              | Giuseppe Meazza, Milán                                  |                                                         |
| 20:45               | M. Brozović 84'    | Reporte   | F. Anderson 20' · L. Biglia 56' (pen.) | Asistencia: 31.757 espectadores Árbitro(s): Marco Guida | Asistencia: 31.757 espectadores Árbitro(s): Marco Guida |

| 1 de febrero de 2017 | (1) Roma                             | 2:1 (0:0) | Cesena (2)       | Olímpico, Roma                                            |                                                           |
| 20:45                | E. Džeko 68' · F. Totti 90+7' (pen.) | Reporte   | L. Garritano 73' | Asistencia: 26.204 espectadores Árbitro(s): Fabio Maresca | Asistencia: 26.204 espectadores Árbitro(s): Fabio Maresca |

## Semifinales
Las semifinales se disputan en dos fases, cada equipo jugando un partido en casa, y el equipo que marca más goles en total en los dos encuentros avanza a la final.

### Ida
| 28 de febrero de 2017 | (1) Juventus                                     | 3:1 (0:1) | Napoli (1)      | Juventus Stadium, Turín                                  |                                                          |
| 20:45                 | P. Dybala 47' (pen.) 69' (pen.) · G. Higuaín 64' | Reporte   | J. Callejón 36' | Asistencia: 38.398 espectadores Árbitro(s): Paolo Valeri | Asistencia: 38.398 espectadores Árbitro(s): Paolo Valeri |

| 1 de marzo de 2017 | (1) Lazio                                 | 2:0 (1:0) | Roma (1) | Olímpico, Roma                                                  |                                                                 |
|                    | S. Milinković-Savić 29' · C. Immobile 78' | Reporte   |          | Asistencia: 25.000 espectadores Árbitro(s): Massimiliano Irrati | Asistencia: 25.000 espectadores Árbitro(s): Massimiliano Irrati |

### Vuelta
| 4 de abril de 2017 | (1) Roma                              | 3:2 (1:1) | Lazio (1)                                 | Olímpico, Roma             |                            |
| 20:45              | S. El Shaarawy 43' · M. Salah 66' 90' | Reporte   | S. Milinković-Savić 37' · C. Immobile 56' | Árbitro(s): Nicola Rizzoli | Árbitro(s): Nicola Rizzoli |

| Pasa a la final Lazio (1) (Global 4:3) |

| 5 de abril de 2017 | (1) Napoli                                      | 3:2 (0:1) | Juventus (1)       | San Paolo, Nápoles     |                        |
|                    | M. Hamšík 53' · D. Mertens 61' · L. Insigne 67' | Reporte   | G. Higuaín 32' 59' | Árbitro(s): Luca Banti | Árbitro(s): Luca Banti |

| Pasa a la final Juventus (1) (Global 5:4) |

## Final
La final de la Copa estaba pautada para el 2 de junio, pero debido a la clasificación de la Juventus a la final de la Champions 2016-17, la final de la Copa se disputó el 17 de mayo en el Estadio Olímpico, a partido único. Donde la Juventus será el equipo local de acuerdo al sorteo que se realizó el 7 de abril en Milán.
| 25         | POR        | Neto                 |     |
| 15         | DEF        | Andrea Barzagli      |     |
| 19         | DEF        | Leonardo Bonucci     |     |
| 3          | DEF        | Giorgio Chiellini    |     |
| 23         | DEF        | Dani Alves           |     |
| 8          | MED        | Claudio Marchisio    |     |
| 28         | MED        | Tomás Rincón         |     |
| 12         | MED        | Alex Sandro          |     |
| 21         | DEL        | Paulo Dybala         | 78' |
| 17         | DEL        | Mario Mandžukić      |     |
| 9          | DEL        | Gonzalo Higuaín      |     |
| Entrenador | Entrenador | Massimiliano Allegri |     |

| 1          | POR        | Thomas Strakosha        |     |
| 13         | DEF        | Wallace                 |     |
| 3          | DEF        | Stefan de Vrij          | 69' |
| 15         | DEF        | Bastos                  | 53' |
| 8          | DEF        | Dušan Basta             |     |
| 16         | MED        | Marco Parolo            | 21' |
| 20         | MED        | Lucas Biglia            |     |
| 14         | MED        | Sergej Milinković-Savić |     |
| 19         | MED        | Senad Lulić             |     |
| 17         | DEL        | Ciro Immobile           |     |
| 14         | DEL        | Keita Baldé             |     |
| Entrenador | Entrenador | Simone Inzaghi          |     |

| 18 | MED | Mario Lemina | 78' |

| 26 | MED | Ştefan Radu     | 21' |
| 10 | MED | Felipe Anderson | 53' |
| 18 | MED | Luis Alberto    | 69' |

| Anotado | 12' | Dani Alves       | 1–0 |
| Anotado | 24' | Leonardo Bonucci | 2–0 |

| Amonestado | 86' | Dani Alves |

| Árbitro                      | Paolo Tagliavento   |
| Árbitros asistentes          | Alessandro Costanzo |
| Árbitros asistentes          | Gianluca Cariolato  |
| Cuarto árbitro               | Davide Massa        |
| Árbitros adicionales de área | Gianluca Rocchi     |
| Árbitros adicionales de área | Antonio Damato      |

| 25         | POR        | Neto                 |     |
| 15         | DEF        | Andrea Barzagli      |     |
| 19         | DEF        | Leonardo Bonucci     |     |
| 3          | DEF        | Giorgio Chiellini    |     |
| 23         | DEF        | Dani Alves           |     |
| 8          | MED        | Claudio Marchisio    |     |
| 28         | MED        | Tomás Rincón         |     |
| 12         | MED        | Alex Sandro          |     |
| 21         | DEL        | Paulo Dybala         | 78' |
| 17         | DEL        | Mario Mandžukić      |     |
| 9          | DEL        | Gonzalo Higuaín      |     |
| Entrenador | Entrenador | Massimiliano Allegri |     |

| 1          | POR        | Thomas Strakosha        |     |
| 13         | DEF        | Wallace                 |     |
| 3          | DEF        | Stefan de Vrij          | 69' |
| 15         | DEF        | Bastos                  | 53' |
| 8          | DEF        | Dušan Basta             |     |
| 16         | MED        | Marco Parolo            | 21' |
| 20         | MED        | Lucas Biglia            |     |
| 14         | MED        | Sergej Milinković-Savić |     |
| 19         | MED        | Senad Lulić             |     |
| 17         | DEL        | Ciro Immobile           |     |
| 14         | DEL        | Keita Baldé             |     |
| Entrenador | Entrenador | Simone Inzaghi          |     |

| 18 | MED | Mario Lemina | 78' |

| 26 | MED | Ştefan Radu     | 21' |
| 10 | MED | Felipe Anderson | 53' |
| 18 | MED | Luis Alberto    | 69' |

| Anotado | 12' | Dani Alves       | 1–0 |
| Anotado | 24' | Leonardo Bonucci | 2–0 |

| Amonestado | 86' | Dani Alves |

| Árbitro                      | Paolo Tagliavento   |
| Árbitros asistentes          | Alessandro Costanzo |
| Árbitros asistentes          | Gianluca Cariolato  |
| Cuarto árbitro               | Davide Massa        |
| Árbitros adicionales de área | Gianluca Rocchi     |
| Árbitros adicionales de área | Antonio Damato      |

|            |
| Juventus   |
| Campeón    |
| 12° título |

## Estadísticas

### Goleadores
Actualizado al último partido jugado el 17 de mayo de 2017.
| Jugador                 | Equipo            | Goles |
| ----------------------- | ----------------- | ----- |
| Paulo Dybala            | Juventus F. C.    | 4     |
| Goran Pandev            | Genoa C. F. C.    | 4     |
| Marco Borriello         | Cagliari          | 4     |
| Ciro Immobile           | S. S. Lazio       | 3     |
| Gonzalo Higuaín         | Juventus F. C.    | 3     |
| Luca Cognigni           | A. C. Ancona      | 3     |
| Rolando Bianchi         | Perugia           | 3     |
| Sergej Milinković-Savić | S. S. Lazio       | 3     |
| Stefano del Sante       | S. S. Juve Stabia | 3     |